# Maigret se trompe
Maigret se trompe est un roman policier de Georges Simenon, publié en 1953 par les Presses de la Cité. Il fait partie de la série des Maigret.
L'écriture de ce roman s'est déroulée du 24 au 31 août 1953 dans sa propriété de Shadow Rock Farm, Lakeville (Connecticut), États-Unis, soit à quelque 5 500 km de Paris, lieu où se déroule l'action.
Louise Filon, une ancienne prostituée, est retrouvée morte d'un coup de revolver dans un luxueux appartement de l'avenue Carnot. Sur place, Maigret interroge la femme de ménage, Désirée Brault, une ancienne voleuse, et la concierge. Il apprend ainsi que Louise avait un amant de cœur, un jeune musicien, nommé Pierrot, mais qu'elle était entretenue par un locataire de l'immeuble, un éminent chirurgien sexagénaire, le professeur Gouin. La femme du professeur semble être au courant de la relation de son mari avec Louise, et Maigret apprend petit à petit qu'autour du professeur gravitent plusieurs femmes qui, admiratives, semblent chercher à le protéger : outre sa femme et la concierge, il y a aussi l'assistante dévouée du professeur, Mlle Decaux.

## Résumé
Un matin pluvieux de novembre, Louise Filon est trouvée assassinée dans son appartement cossu de l'avenue Carnot. Où donc cette ancienne prostituée, connue dans le milieu du quartier de la Chapelle sous le nom de Lulu, trouvait-elle les ressources nécessaires pour vivre depuis deux ans dans un bel immeuble haussmannien qui « suait la bourgeoisie cossue et respectable » ? Son amant de cœur, le jeune musicien de musette Pierre Eyraud, dit Pierrot, semble bien incapable de lui assurer cette existence. Maigret a bientôt raison du mutisme de la femme de chambre et de la concierge ; il découvre que Louise était entretenue par le professeur Gouin, chirurgien sexagénaire et sommité mondiale en médecine ; il a jadis sauvé la vie de Louise en l'opérant et habite dans le même immeuble. 
Nœud de l'affaire, Maigret apprend que Louise était enceinte et le savait depuis peu. Son enquête porte tout naturellement sur les deux amants de Louise. Eyraud ayant disparu le lendemain du drame, c'est lui qui est d'abord soupçonné, mais, retrouvé, il fait preuve d'une telle ingénuité, d'un tel sentimentalisme, que Maigret le croit innocent et lui rend sa liberté. Reste Gouin ; l'éminent chirurgien, dont la personnalité écrase son entourage, pour qui ne compte que le travail, pour qui les femmes ne sont, prétend-on, qu'un divertissement sans importance, aurait-il pu se compliquer l'existence par un meurtre contraire à sa déontologie, lui qui ne vise dans la vie que la tranquillité nécessaire à sa profession ? Maigret est bien près de le croire en recueillant les témoignages de la femme du chirurgien, de sa belle-sœur, de son assistante. Il hésite pourtant à interroger le médecin lui-même, en qui il voit, non seulement un « grand bonhomme » dans le domaine scientifique, mais aussi une personnalité au moins égale à la sienne : « Ils étaient plutôt comme contraires, mais des contraires de valeur équivalente ». L'entretien aura pourtant lieu ; Gouin est bien tel que Maigret l'avait imaginé : supérieur, dominateur, méprisant envers les femmes, mais naturel ; c'est un homme lucide, qui ne se fait aucune illusion sur la nature humaine. Sa franchise glaçante, son souci de la vérité, désarment presque le commissaire, auquel il souffle la solution de l'énigme qu'il a devinée. C'est sa femme qui, non seulement par jalousie mais surtout pour garder sa position sociale, a tué Louise, avec la complicité de sa sœur, parce qu'elle représentait un risque : une grande partie de l'héritage de son mari plus âgée, et au cœur fragile, irait au futur enfant de Louise − son mari lui ayant dit qu'il reconnaîtrait sûrement l'enfant, fût-il de lui ou pas − et sa part en serait d'autant diminuée. Sans compter que, séduit par l'enfant, il aurait bien pu demander le divorce pour épouser Louise...

## Aspects particuliers du roman
Plus qu’à l’enquête menée avec minutie (notations temporelles très précises), le lecteur prend intérêt à la personnalité des protagonistes et particulièrement celle du professeur Gouin. Maigret redoutant la confrontation avec le chirurgien, la connaissance que nous avons de ce dernier n’est livrée que petit à petit, par des témoignages. La rencontre entre Gouin et Maigret est le sommet du roman. L’opposition entre le quartier des Ternes, opulent et bourgeois, et le quartier de la Chapelle, misérable lieu des trafics et règlements de comptes, ajoute une composante sociale au roman.

## Fiche signalétique de l'ouvrage

### Cadre spatio-temporel

#### Espace
Paris (quartier des Ternes et quartier de la Chapelle).

#### Temps
Époque contemporaine ; l’enquête dure deux jours et se déroule en novembre sous un triste temps de brouillard.

## Personnages

### Personnages principaux
Étienne Gouin, éminent professeur de chirurgie à la faculté de médecine de Paris. Marié, sans enfant, 62 ans.

### Autres personnages
- Germaine Gouin, née Ollivier, épouse du professeur, ancienne infirmière, 45 ans.
- Antoinette Ollivier, sœur de Germaine, bibliothécaire, 50 ans.
- Pierre Eyraud, dit Pierrot, musicien de musette, 29 ans.
- Louise Filon, dite Lulu, maîtresse de Gouin et d’Eyraud, enceinte, ancienne prostituée, 26 ans, la victime.
- Lucile Decaux, assistante dévouée de Gouin, 36 ans.

## Éditions
- Édition originale : Presses de la Cité, 1953
- Livre de Poche, n° 14229  (ISBN 978-2-253-14229-4)
- Tout Simenon, tome 7, Omnibus, 2002  (ISBN 978-2-258-06048-7)
- Tout Maigret, tome 6, Omnibus,  2019  (ISBN 978-2-258-15047-8)

## Adaptations
- Sous le titre The Mistake, téléfilm anglais d'Andrew Osborn, avec Rupert Davies (Commissaire Maigret), diffusé en 1960.
- Sous le titre De moedwillige vergissing, téléfilm hollandais avec Kees Brusse (Commissaire Maigret), diffusé en 1964.
- Sous le titre Keishi machigau, téléfilm japonais d'Onoda Yoshiki, avec Kinya Aikawa (Commissaire Maigret), diffusé en 1978.
- Maigret se trompe, téléfilm français de Stéphane Bertin avec Jean Richard (Commissaire Maigret), Georges Marchal (Professeur Gouin), Macha Méril (Lucile Decaux), diffusé en 1981.
- Maigret se trompe, téléfilm français de Joyce Buñuel avec Bruno Cremer (Commissaire Maigret), Danièle Lebrun (Mme Gouin), Bernadette Lafont (Désirée Brault), Brigitte Catillon (Antoinette Ollivier), diffusé en 1994.